# The Meteor Man
The Meteor Man é um filme estadunidense, do gênero comédia, dirigido, escrito e estrelado por Robert Townsend e distribuido pela Metro-Goldwyn-Mayer.

## Elenco
- Robert Townsend - Jefferson Reed / The Meteor Man
- Marla Gibbs - Maxine Reed
- Eddie Griffin - Michael Anderson
- Robert Guillaume - Ted Reed
- James Earl Jones - Earnest Moses
- Roy Fegan - Simon Caine
- Don Cheadle - Goldilocks
- Bobby McGee - Uzi
- Bill Cosby	- Marvin
- Big Daddy Kane - Pirate
- Frank Gorshin - Anthony Byers
- Sinbad - Malik
- Nancy Wilson - Principal Laws
- Luther Vandross - Jamison
- Another Bad Creation - Jr. Lords
- Tommy 'Tiny' Lister - Digit
- Jenifer Lewis - Mrs. Williams
- Naughty by Nature - Bloods
- Cypress Hill - Crips
- Beverly Johnson - Woman Doctor
- LaWanda Page - Old Nurse
- Lela Rochon - Vanessa the Pretty Nurse
- Dekwon Shawshanks - Mr. Little
- John Witherspoon - Clarence James Carter III

## Trilha sonora
1. "Can't Let Her Get Away" - Michael Jackson
2. "It's for You" - Shanice
3. "Don't Waste My Time" - Lisa Taylor
4. "You Turn Me On" - Hi-Five
5. "Who Can"
6. "Your Future Is Our Future" - Daryl Coley & Frank McComb
7. "I Say a Prayer" - Howard Hewett
8. "Is It Just Too Much" - Keith Washington
9. "Somebody Cares for You" - Frank McComb
10. "Good Love" - Elaine Stepter
11. "Ain't Nobody Bad (Like Meteor Man)" - Big Hat Ray Ray